# The Heart of a Soldier
The Heart of a Soldier è un cortometraggio muto del 1912 diretto da Allan Dwan.

## Produzione
Il film fu prodotto dalla Flying A (American Film Manufacturing Company).

## Distribuzione
Distribuito dalla Film Supply Company, il film - un cortometraggio in una bobina - uscì nelle sale cinematografiche USA il 14 dicembre 1912 e il 5 febbraio 1913 venne distribuito nel Regno Unito.